# Ewald Dülberg

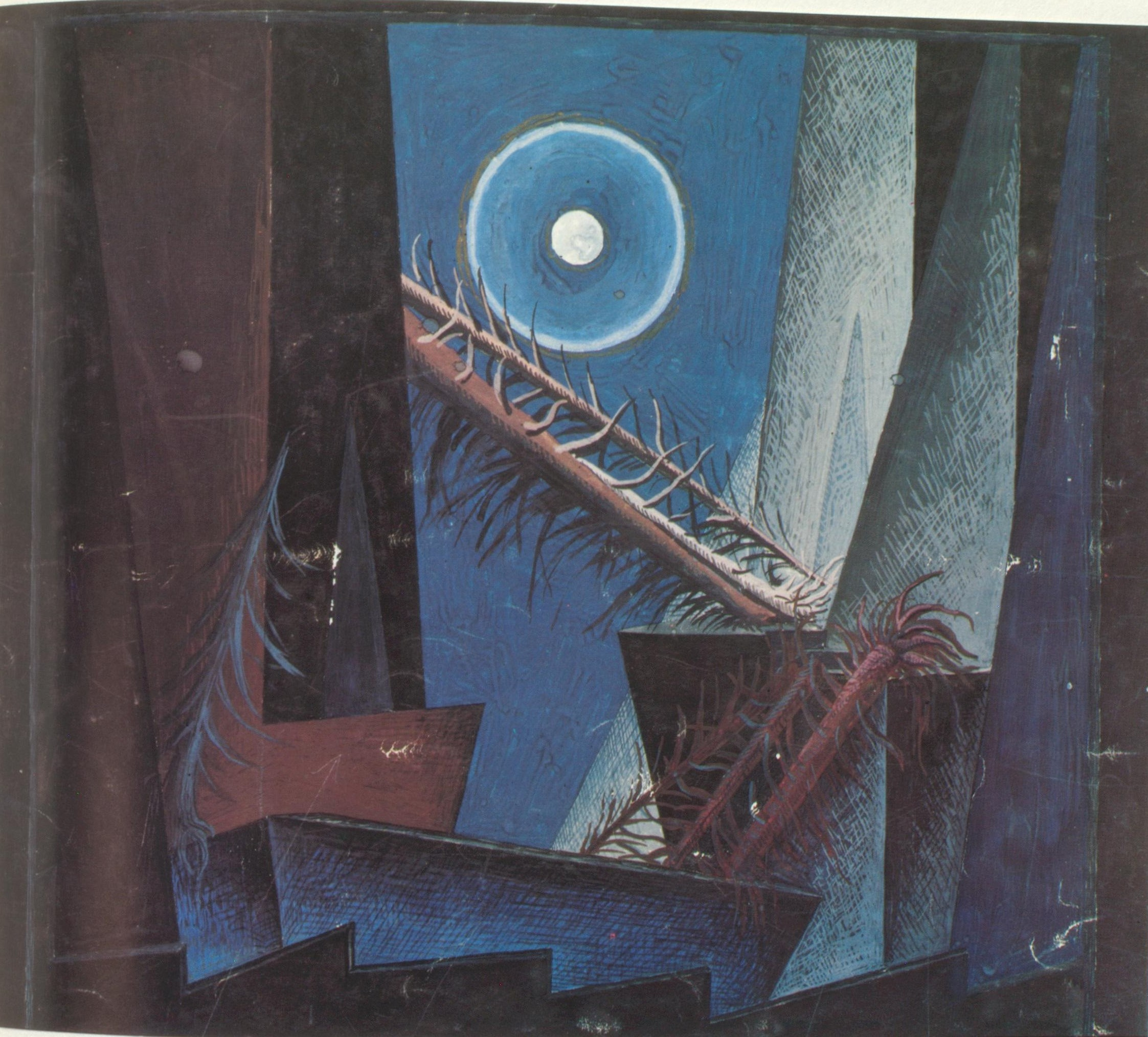
Die Wolfsschlucht im Freischütz in der Krolloper (1928)

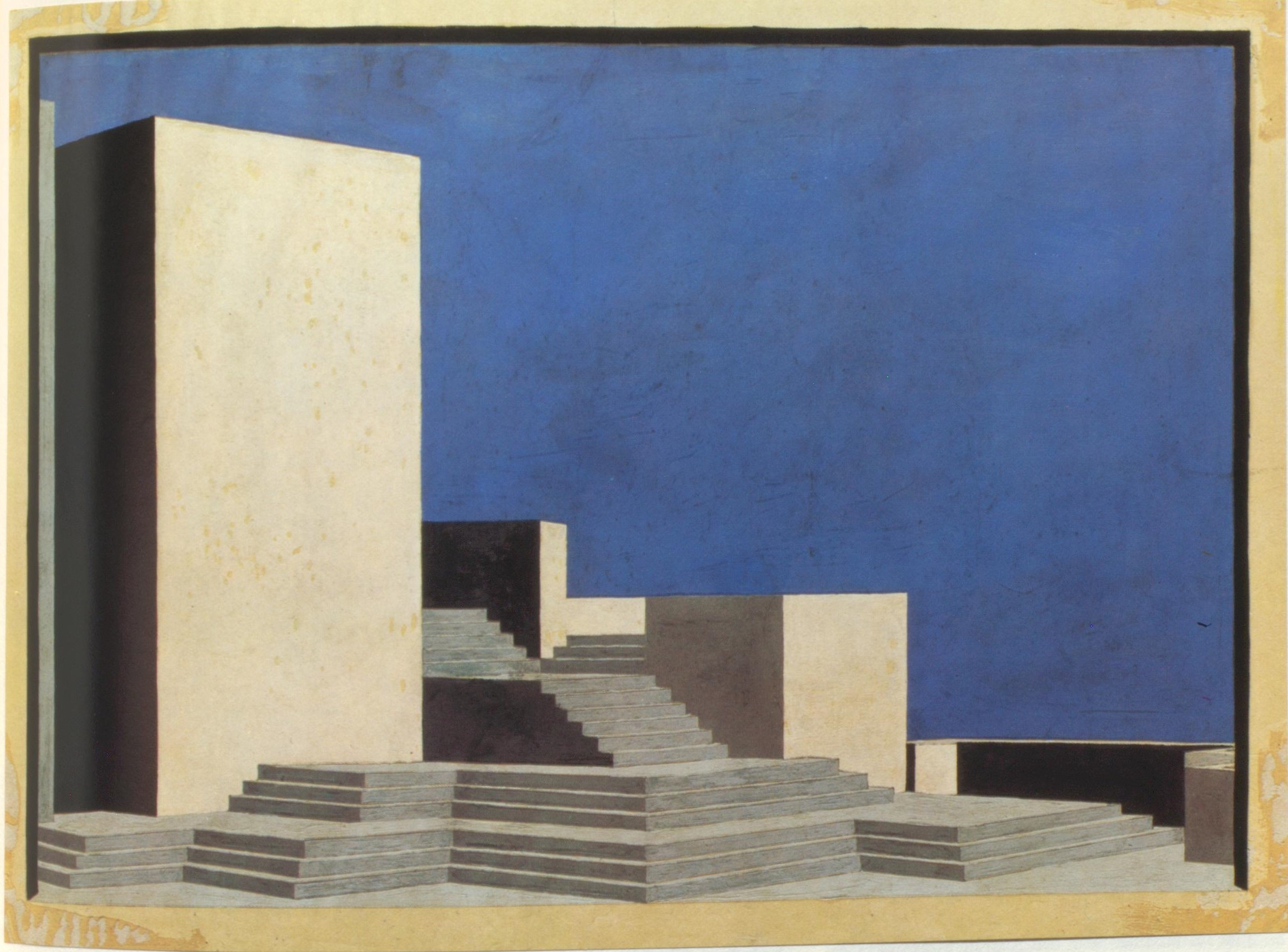
Fidelio, 4. Bild (1927)

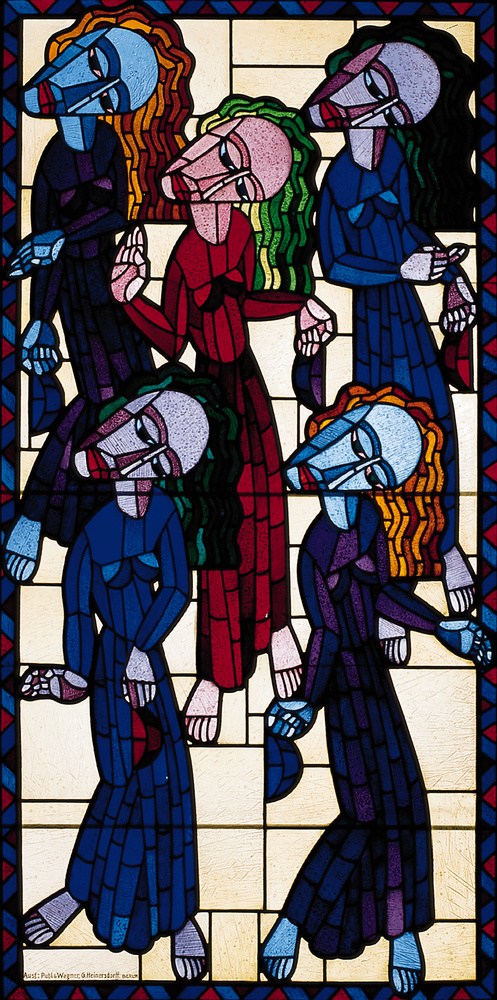
„Die törichten Jungfrauen“, Glasfenster, 1922 (Musée d’Art Moderne et Contemporain de Strasbourg)

Ewald Dülberg (* 12. Dezember 1888 in Schwerin; † 12. Juli 1933 in Freiburg im Breisgau; eigentlich: Emil Franz Constantin Dülberg) war ein deutscher Maler, Bühnenbildner, Regisseur, Textilkünstler und Holzschneider des Expressionismus.

## Leben
Er war Gründungsmitglied der Darmstädter Sezession, eine bis heute existierenden Künstlervereinigung, die am 8. Juni 1919 in Darmstadt ins Leben gerufen wurde und in der er zu den produktivsten Künstlern gehörte. Ewald Dülberg studierte an der Kunstakademie in München und begann ab 1910 zu unterrichten. In den Jahren 1919 und 1920 war an der Odenwaldschule in Ober-Hambach tätig, von 1921 bis 1926 Professor für Grafik und Weberei an der Staatlichen Kunstakademie Kassel, bevor 1926 an die Staatliche Bauhochschule Weimar ging. Dort galt er als Experte in den Fächern Zeichnen, Farblehre, Weben und Theaterausstattung. Jedoch war sein Steckenpferd der Holzschnitt, wo er sich schon vor dem Ersten Weltkrieg einen Namen gemacht hatte. Die Lehrtätigkeit hat ihn bis zu seiner Entlassung aus dem preußischen Staatsdienst 1931 immer begleitet. Zu seinen berühmtesten Schülern gehören der Bühnenbildner Teo Otto, der irische Maler Cecil ffrench Salkeld und der Maler, Designer und Documenta-Gründer Arnold Bode.
Seine Ehefrau Hedwig Dülberg-Arnheim, mit der er die 1918 geborene Tochter Esther Maria hatte, unterrichtete ebenfalls an der Odenwaldschule und ging mit ihm nach Weimar an die Bauhochschule unter Bartning. Sie schuf ein reiches textiles Werk und auf einigen Arbeiten von Ewald Dülberg sind Decken und Teppiche zu erkennen, die vermutlich aus ihrer Hand stammen. Nach der Scheidung im Jahr 1921 studierte sie in Weimar in der Webereiwerkstatt. Sie schloss eine zweite Ehe und floh als Jüdin vor den Nazis nach Nizza. Nach 1943 wurde sie in Auschwitz ermordet.
Der Künstler folgte immer wieder neuen Gestaltungstendenzen, entwickelte eigenwillige Formensprachen. Er setzte ornamentale, kalligraphische, abstrahierende, kubistische oder geometrisierende Akzente. Dülberg entwarf auch kubische Bühnenbilder und ganze Ausstattungsprogramme für das Hamburger Stadttheater, an das ihn sein Freund Otto Klemperer geholt hatte. Sein letzter Holzschnitt Paar wurde erst postum 1933 veröffentlicht.
1937 wurden in der Nazi-Aktion „Entartete Kunst“ nachweislich aus dem Hessischen Landesmuseum Darmstadt, dem Museum für Kunst und Heimatgeschichte Erfurt, dem Museum Folkwang Essen, der Kunsthalle Hamburg, dem Wallraf-Richartz-Museum Köln, der Städtischen Kunsthalle Mannheim, dem Staatlichen Museum Saarbrücken und der Städtischen Bildergalerie Wuppertal-Elberfeld Werke Dülbergs beschlagnahmt und vernichtet. Sein Holzschnitt Kreuzigung von 1923 wurde in der Nazi-Ausstellung Entartete Kunst in der Abteilung Verhöhnung der christlichen Religion gezeigt.

## 1937  in der Aktion "Entartete Kunst" nachweislich beschlagnahmte Werke Dülbergs
- Sechs Holzschnitte zur Passion (Verlag Hans Goltz, München, 1916)
- Bildnis Hedwig Dülberg-Arnheim (Holzschnitt, 1917)
- Selbstbildnis (Holzschnitt, 1917)
- Abendmahl (Holzschnitt, 1917)
- Richard Strauß (Holzschnitt)
- Bildnis Otto Klemperer (Holzschnitt, 1920)
- Bildnis Otto Klemperer (Holzschnitt, 1921)
- Verkündigung (Holzschnitt)
- Der Schlaf (Holzschnitt, 1920)
- Porträt Dr. J.S. (Holzschnitt)
- Sitzende Frau (Holzschnitt)
- Er erniedrigt sich selbst und war gehorsam bis zu Tode (Holzschnitt, 1920)
- Das Abendmahl (Tafelbild)
- Kleine Stadt (Zeichnung)

## Ausstellungen (Auswahl)
- Galerie Hans Goltz in München (1916)
- Kunsthalle Rostock Meisterwerke der Moderne (17. Januar – 1. März 2009)
- Städtisches Kunstmuseum Bonn Ewald Dülberg. 1888–1933 (30. April – 8. Juni 1986)
- Museum Giersch in Frankfurt (3. April – 17. Juli 2011)

## Schüler
- Die fünf